# خورخي غونزاليس
خورخي غونزاليس (بالإسبانية: Jorge González) (31 يناير 1966 - 22 سبتمبر 2010) مصارع معتزل ولاعب كرة سلة أرجنتيني راحل يعرف أيضا باسم جاينت غونزاليس. كان مسجل في دبليو دبليو إي في عام 1993. اعتزل في عام 1995.

## روابط خارجية
- خورخي غونزاليس على موقع سبورتس رفرنس (الإنجليزية)
- خورخي غونزاليس على موقع DraftExpress.com (الإنجليزية)
- خورخي غونزاليس على موقع ريلجم (الإنجليزية)
- خورخي غونزاليس على موقع دبليو دبليو إي (الإنجليزية)
- خورخي غونزاليس على موقع CageMatch worker (الإنجليزية)
- خورخي غونزاليس على موقع قاعدة بيانات المصارعة على الإنترنت (الإنجليزية)
- خورخي غونزاليس على موقع عالم المصارعة على الإنترنت (الإنجليزية)
- خورخي غونزاليس على موقع عالم المصارعة على الإنترنت (الإنجليزية)
- The Tallest Man: Jorge González
- خورخي غونزاليس على موقع IMDb (الإنجليزية)
- خورخي غونزاليس على موقع قاعدة بيانات الفيلم (الإنجليزية)
- Jorge González at 40 years old نسخة محفوظة 2 أبريل 2010 على موقع واي باك مشين. (بالإسبانية)
- Jorge González interview in Fox Sports magazine